# Ciril Bergles
Ciril Bergles (18 de julio de 1934 - 25 de agosto de 2013) fue un poeta, ensayista y traductor esloveno. Publicó numerosos libros de poesía y también tradujo poesía al esloveno, en su mayoría de autores españoles y sudamericanos.
Bergles nació en Répce, a las afueras de Ljubljana. Estudió esloveno e inglés en la Universidad de Ljubljana y trabajó como profesor de enseñanza secundaria después de la graduación. Comenzó a publicar su poesía en 1984 con su colección Na poti v tišino (En el Camino hacia el Silencio). En 2004 ganó el Premio Jenko por su colección de poesía Moj dnevnik Prica (Mi diario Habla).

## Colección de poesía
- Tutankamon (2008)
- Zaupna sporočila (2008)
- Tvoja roka na mojem čelu (2006)
- Moj dnevnik priča (2004)
- V Polifemovem očesu (2004)
- Z besedo in ognjem (1999)
- Čas darovanja (1999)
- Razsežnost prosojnosti (1996)
- Noč, nato še dan (1996)
- Via Dolorosa (1996)
- Ifrikija (1993)
- Ta dom je večen (1991)
- Pesnik v Benetkah (1990)
- Ellis Island (1998)
- Vaje za svetlobo (1985)
- Na poti v tišino (1984)